# Malmgreniella liei
Malmgreniella liei är en ringmaskart som beskrevs av Pettibone 1993. Malmgreniella liei ingår i släktet Malmgreniella och familjen Polynoidae. Inga underarter finns listade i Catalogue of Life.